# Франкония (герцогство)
Ге́рцогство Франко́ния (нем. Herzogtum Franken) — одно из племенных герцогств, особое крупное герцогство, образовавшихся на территории Восточно-Франкского королевства (Германии). 
В состав Франко́нского герцогства входила историческая область Франкония (Franconia, Franken, лат. «земля франков»), страна по Рейну, Майну и Неккару, где жили франки, на начало XX столетия ядро германской империи, современные Гессен, северный Баден-Вюртемберг, части Рейнланд-Пфальца и Баварии. Впоследствии герцогская власть в Франко́нском герцогстве была уничтожена, и округ стал в непосредственную зависимость от короля.

## История

Герцогство Франкония на карте Священной Римской империи, конец X века.

На территории Франконии проживало германское племя франков. В V веке территория позднего герцогства Франкония входила в состав Тюрингского королевства, однако в 527 году она была завоёвана франками. Для управления ей франкские короли назначали герцогов, имевших резиденцию в Вюрцбурге, однако известно о них очень мало.
После распада империи Каролингов Франкония оказалась в составе Восточно-Франкского королевства. Постепенно в ней усилились два монархических рода — Бабенберги франконские и Конрадины, которые вели между собой борьбу за власть во Франконии. Победителями в итоге в начале X века вышли Конрадины, изгнавшие Бабенбергов из Франконии. 
Глава рода Конрадинов — Конрад Старший, воспользовавшись слабостью королевской власти после смерти короля Арнульфа Каринтийского присвоил себе титул герцога Франконии. Старший сын Конрада Старшего, Конрад, после смерти Людовика IV Дитяти, последнего представителя династии Каролингов в Восточно-Франкском королевстве, был избран в 911 году новым королём, передав Франконию своему брату Эбергарду.
Однако в результате правления Конрада I королевская власть заметно ослабла. Конраду не удалось ничего поделать с правителями других племенных герцогств. В итоге после смерти бездетного Конрада новым королём в 919 году был выбран один из противников Конрада — Генрих Птицелов, герцог Саксонии. Брат Конрада, Эбергард, поддержал выбор нового короля. Он сохранял верность Генриху при его жизни, однако после его смерти восстал в 937 году против Оттона I, наследника Генриха. В 939 году Эбергард погиб в битве при Андернахе. 
Прямых наследников он не оставил, поэтому Оттон присоединил Франконию к своим владениям, и она оказалась под прямым управлением короля, а позже императора Священной Римской империи. С этого времени герцогство как самостоятельное владение перестало существовать.
В 1116/1120 годах титул герцога Франконии носил Конрад Гогенштауфен, брат швабского герцога Фридриха II, позже ставший под именем Конрад III королём Германии, но неизвестно, какие именно владения находились под его управлением.
В 1168 году император Фридрих I Барбаросса присвоил титул «герцог Франконии» епископам Вюрцбурга.

## Список герцогов Франконии
Конрадины
- ???—906: Конрад (I) Старший (ум. 906), герцог Франконии
- 906—911: Конрад (II) (890 — 918), герцог Франконии 906—911, король Германии (Конрад I) с 911, сын предыдущего
- 911—939: Эберхард (ум. 939), герцог Франконии с 911 года, брат предыдущего

Гогенштауфены
- 1116/1120: Конрад (III) (1093 — 1152), герцог Франконии 1116/1120, антикороль Германии 1127—1135, король Германии (Конрад III) с 1138

С 1168 года титул «герцог Франконии» носили епископы Вюрцбурга.